# Briord
Briord és un municipi francès situat al departament de l'Ain i a la regió d'Alvèrnia-Roine-Alps. L'any 2007 tenia 838 habitants.

## Demografia

### Població
El 2007 la població de fet de Briord era de 838 persones. Hi havia 338 famílies de les quals 96 eren unipersonals (54 homes vivint sols i 42 dones vivint soles), 96 parelles sense fills, 121 parelles amb fills i 25 famílies monoparentals amb fills.
La població ha evolucionat segons el següent gràfic:
Habitants censats

### Habitatges
El 2007 hi havia 407 habitatges, 341 eren l'habitatge principal de la família, 53 eren segones residències i 13 estaven desocupats. 359 eren cases i 39 eren apartaments. Dels 341 habitatges principals, 215 estaven ocupats pels seus propietaris, 113 estaven llogats i ocupats pels llogaters i 14 estaven cedits a títol gratuït; 9 tenien una cambra, 26 en tenien dues, 48 en tenien tres, 119 en tenien quatre i 138 en tenien cinc o més. 285 habitatges disposaven pel capbaix d'una plaça de pàrquing. A 151 habitatges hi havia un automòbil i a 171 n'hi havia dos o més.

### Piràmide de població
La piràmide de població per edats i sexe el 2009 era:
| Homes | Edats   | Dones |
| ----- | ------- | ----- |
| 0     | 95 o +  | 0     |
| 0     | 90 a 94 | 0     |
| 0     | 85 a 89 | 8     |
| 0     | 80 a 84 | 4     |
| 4     | 75 a 79 | 8     |
| 28    | 70 a 74 | 12    |
| 16    | 65 a 69 | 12    |
| 4     | 60 a 64 | 20    |
| 12    | 55 a 59 | 4     |
| 28    | 50 a 54 | 24    |
| 24    | 45 a 49 | 20    |
| 28    | 40 a 44 | 32    |
| 32    | 35 a 39 | 32    |
| 24    | 30 a 34 | 28    |
| 32    | 25 a 29 | 20    |
| 12    | 20 a 24 | 16    |
| 16    | 15 a 19 | 20    |
| 24    | 10 a 14 | 20    |
| 32    | 5 a 9   | 28    |
| 12    | 0 a 4   | 12    |

## Economia
El 2007 la població en edat de treballar era de 560 persones, 433 eren actives i 127 eren inactives. De les 433 persones actives 392 estaven ocupades (222 homes i 170 dones) i 41 estaven aturades (16 homes i 25 dones). De les 127 persones inactives 30 estaven jubilades, 42 estaven estudiant i 55 estaven classificades com a «altres inactius».

### Ingressos
El 2009 a Briord hi havia 351 unitats fiscals que integraven 911 persones, la mediana anual d'ingressos fiscals per persona era de 17.968 €.

### Activitats econòmiques
Dels 29 establiments que hi havia el 2007, 1 era d'una empresa extractiva, 4 d'empreses de fabricació d'altres productes industrials, 6 d'empreses de construcció, 8 d'empreses de comerç i reparació d'automòbils, 2 d'empreses de transport, 1 d'una empresa d'hostatgeria i restauració, 1 d'una empresa d'informació i comunicació, 1 d'una empresa financera i 5 d'empreses de serveis.
Dels 12 establiments de servei als particulars que hi havia el 2009, 5 eren tallers de reparació d'automòbils i de material agrícola, 2 guixaires pintors, 1 fusteria, 2 lampisteries, 1 electricista i 1 restaurant.
L'any 2000 a Briord hi havia 14 explotacions agrícoles que ocupaven un total de 340 hectàrees.

## Equipaments sanitaris i escolars
El 2009 hi havia una escola elemental.

## Poblacions més properes
El següent diagrama mostra les poblacions més properes.